# Andersviksravinerna
Andersviksravinerna este o arie protejată (arie specială de conservare — SAC, sit de importanță comunitară — SCI) din Suedia întinsă pe o suprafață de 105 ha, integral pe uscat.

## Localizare
Centrul sitului Andersviksravinerna este situat la coordonatele 66°24′18″N 20°43′08″E / 66.405°N 20.7189°E.

## Înființare
Situl Andersviksravinerna a fost declarat sit de importanță comunitară în aprilie 2004 pentru a proteja 2 specii de plante. Situl a fost protejat și ca arie specială de conservare în martie 2011.

## Biodiversitate
Situată în ecoregiunea boreală, aria protejată conține 4 habitate naturale: Păduri fino-scandinave bogate în ierburi cu Picea abies, Mlaștini turboase de tranziție și turbării mișcătoare, Cursuri de apă de la nivel de câmpie la nivel montan, cu vegetație Ranunculion fluitantis și Callitricho-Batrachion, Taiga vestică.
La baza desemnării sitului se află mai multe specii protejate de  plante (2): Calypso bulbosa, Ranunculus lapponicus.